# Cessales
Cessales (okzitanisch: Cessalas) ist eine französische Gemeinde mit 161 Einwohnern (Stand: 1. Januar 2022) im Département Haute-Garonne in der Region Okzitanien (vor 2016 Midi-Pyrénées). Sie gehört zum Arrondissement Toulouse und zum Kanton Revel. Die Einwohner werden Cessalois genannt.

## Lage
Cessales liegt in der Kulturlandschaft Lauragais, 30 Kilometer südöstlich von Toulouse. Umgeben wird Cessales von den Nachbargemeinden Toutens im Norden, Beauville im Nordosten und Osten, Saint-Vincent im Südosten, Trébons-sur-la-Grasse im Süden und Westen sowie Saint-Germier im Westen und Nordwesten.

## Bevölkerungsentwicklung
| Jahr                       | 1962 | 1968 | 1975 | 1982 | 1990 | 1999 | 2006 | 2013 | 2020 |
| Einwohner                  | 142  | 122  | 137  | 134  | 159  | 130  | 127  | 150  | 158  |
| Quellen: Cassini und INSEE |      |      |      |      |      |      |      |      |      |

## Sehenswürdigkeiten

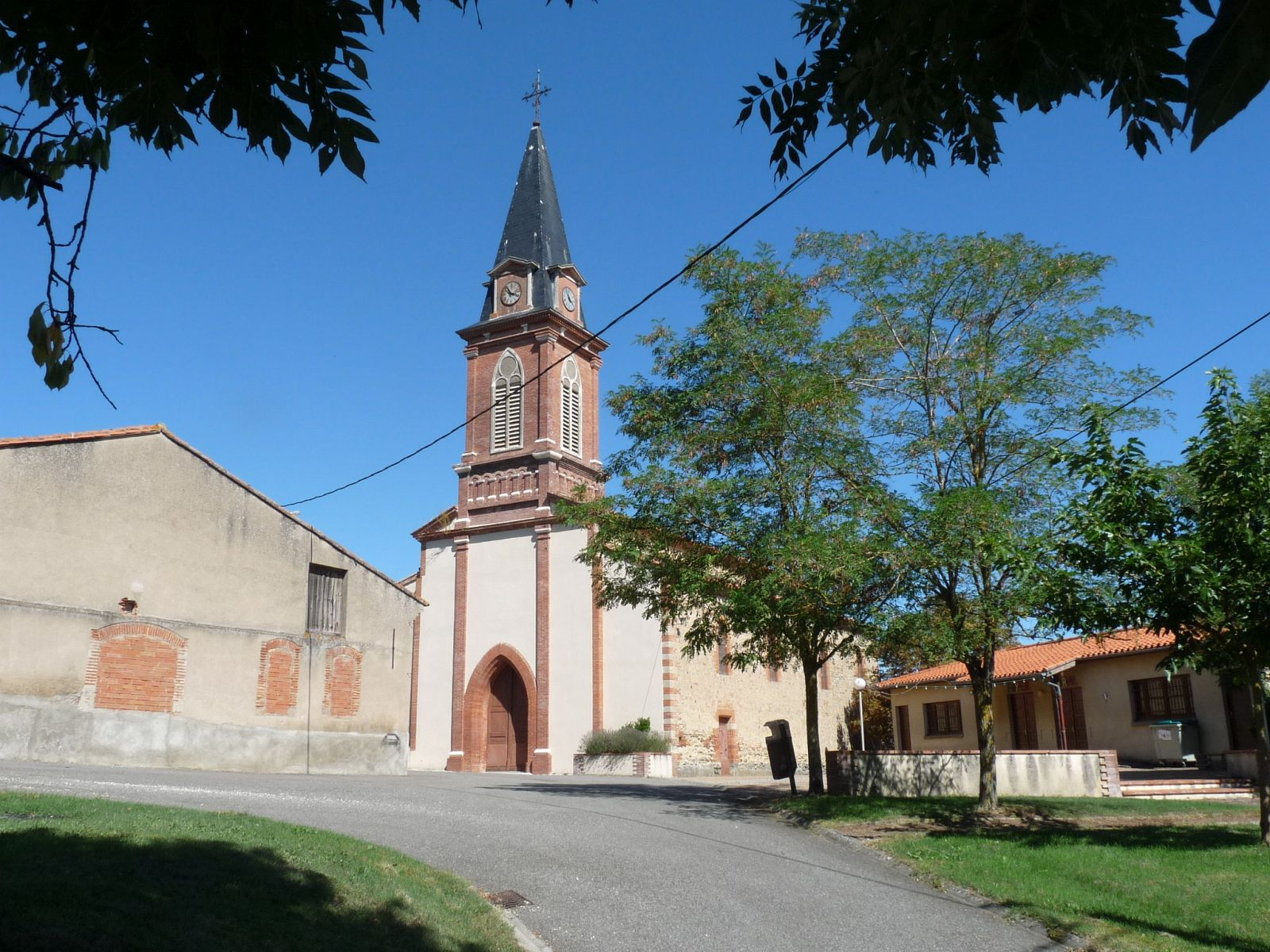
Kirche Notre-Dame
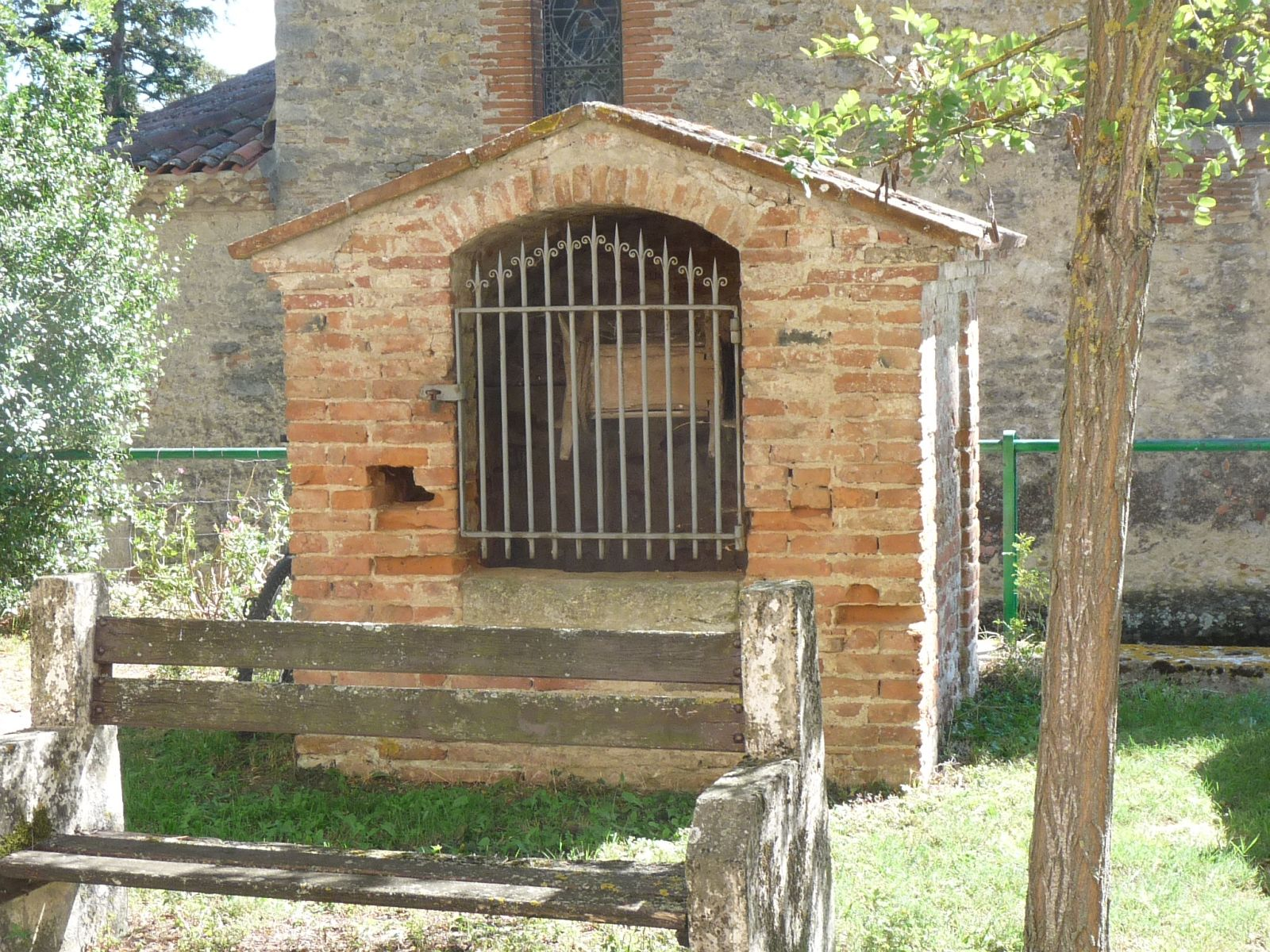
Brunnenhaus
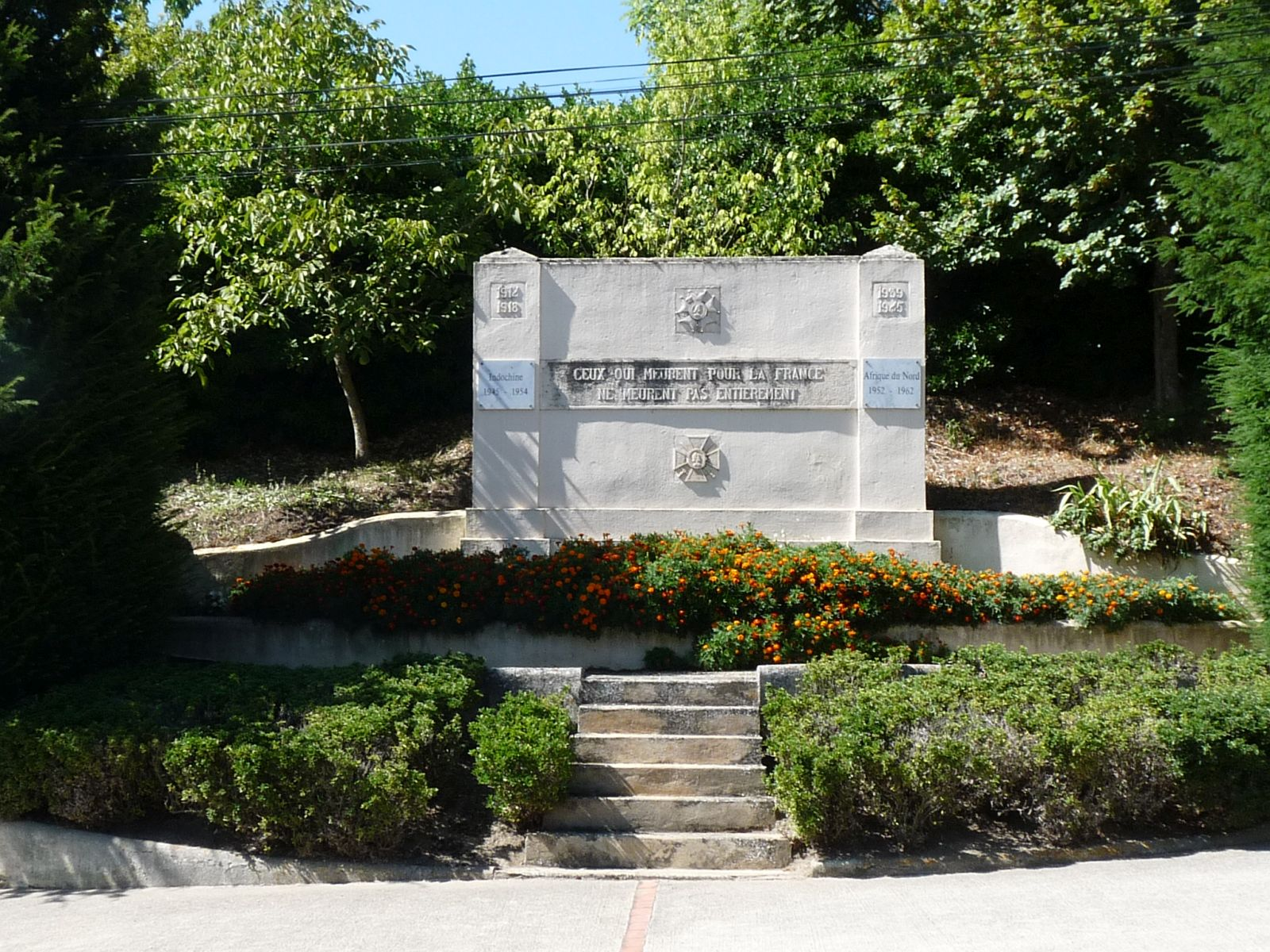
Gefallenendenkmal

- Kirche Notre-Dame
- Brunnenhaus
- Gefallenendenkmal

## Persönlichkeiten
- Jean-Chrysostôme Calès (1769–1853), Colonel
- Jean-Marie Calès (1753–1834), Arzt, Mitglied der Nationalversammlung